# Comté de Kellerberrin
Le Comté de Kellerberrin est une zone d'administration locale au sud-est de l'Australie-Occidentale en Australie. Le comté est situé à 60 kilomètres à l'ouest de Merredin et à environ 200 kilomètres à l'est de Perth, la capitale de l'État.
Le centre administratif du comté est la ville de Kellerberrin.
Le comté est divisé en un certain nombre de localités:
- Kellerberrin
- Baandee
- Doodlakine
- Mount Caroline

Le comté a 7 conseillers locaux et n'est pas divisé en circonscriptions.